# Alejandro Cheyne García
Alejandro Cheyne García (Bogotá, 8 de octubre de 1968) es un economista, pedagogo, académico y columnista colombiano.
Entre 2018 y 2024, fue rector de la Universidad del Rosario, institución de educación superior fundada en 1653 en Colombia. Se ha desempeñado como profesor, líder de instituciones de educación superior y miembro de juntas directivas de organizaciones nacionales e internacionales. Además, es columnista en la revista Semana, el diario El Tiempo y El País de Cali.

## Trayectoria
José Alejandro Cheyne García fue el rector de la Universidad del Rosario desde el año 2018, cuando fue elegido por la mayoría de los Colegiales de Número y los  Consiliarios de la institución. Su rectoría finalizó el 18 de abril del año 2024. Es economista egresado de la Universidad del Rosario, donde también realizó especializaciones en Administración de Empresas y Docencia Universitaria. Además, tiene una maestría y un doctorado en Pedagogía de la Universidad Popular Autónoma del Estado de Puebla (UPAEP), México.
Cheyne ha sido docente universitario por más de 30 años. Antes de ser rector, se desempeñó como decano de la Escuela de Administración de la Universidad del Rosario, rector de la Fundación Universitaria Empresarial de la Cámara de Comercio de Bogotá (Uniempresarial) y director de la Escuela de Posgrados en la Universidad de la Sabana. 
Ha recibido varios reconocimientos por su liderazgo y labor académica, entre ellos The Outstanding Young People de la Cámara Junior Internacional Colombia, profesor destacado en programas de posgrado y el puesto 64 en el ranking Merco Empresas y Líderes Colombia 2023, que lo reconoce como uno de los líderes empresariales con mejor reputación en el país.
Además, se convirtió en el primer latinoamericano en ser nombrado Board Chair de la firma ACBSP (Accreditation Council for Business Schools and Programs), una agencia acreditadora privada norteamericana especializada en programas académicos de negocios. También es coautor del libro Innovación pedagógica: el arte de emprender.

## Controversias
Fue acusado de supuesto tráfico de influencias sobre al menos seis colegiales, quienes luego ocuparon altos cargos en la Universidad, a pesar de no contar con la experiencia requerida. Uno de ellos fue nombrado director de un programa en la Escuela de Administración, a pesar de contar únicamente con un pregrado. Tras quedar electo, reemplazó gran parte de los altos funcionarios de la Universidad por su equipo de la Escuela de Administración.
En su reelección, en 2022, Cheyne fue el único candidato. Fue cuestionado por supuestos conflictos de interés externos, dado que el rector de la Universidad tiene un asiento entre los directivos de Colsubsidio y Salcedo, secretario general de dicha caja de compensación, sería a la vez consiliario y subordinado de Cheyne y también por tener entre los Consiliarios a tres profesores de carrera académica, subordinados a la rectoría.
Cheyne emprendió un plan de expansión infraestructural que se mantuvo a pesar de la crisis de la educación superior y las adversidades de la pandemia por lo que  ha tenido numerosas dificultades para ejecutar las obras. La universidad atraviesa una grave situación financiera, pues no cumple con el índice de liquidez requerido por el gobierno y tiene una deuda de $120.000 millones de pesos. 
Cheyne ha defendido su gestión, reiterando en varios medios que la Universidad no se encuentra en quiebra.
A la gestión de Cheyne se le cuestionan también despidos arbitrarios de profesores  que se dieron sin previo aviso, como el del abogado constitucionalista Manuel Fernando Quinche, a quien le terminaron su contrato con la explicación de que se había pensionado. Quinche cuestionó que esto no ha sucedido de igual forma con compañeros en la misma situación y que a él le informaron que esta había sido una decisión del nivel central de la universidad.  Por todo esto algunos colectivos le han solicitado una rendición de cuentas y su renuncia al cargo. El Colegio de Abogados de la Universidad del Rosario se unió a la petición de profesores y estudiantes de la institución y pidieron que el rector Alejandro Cheyne se apartara de su cargo por las denuncias. Los estudiantes se manifestaron públicamente para solicitarle que se aparte de la rectoría. Entre los comunicados más importantes pidiendo la dimisión del rector, se encuentra el Colegio de Abogados Rosaristas, exrectores de la Universidad, el penalista Jaime Lombana y más de 137 profesores. 
Estos colectivos han manifestado en reiteradas ocasiones que estaban dispuestos a negociar únicamente tras la salida de Cheyne, pues ven riesgo jurídico en que el rector continúe ejerciendo sus funciones con el fin de encubrir malas gestiones previas. Alejandro Cheyne ha respondido que no piensa renunciar. No obstante, fue desvinculado de su cargo por la Consiliatura el 18 de abril de 2024. 